# Ski (Noorwegen)
Ski  is een stad en voormalige gemeente in de Noorse provincie Akershus. De gemeente telde 30.698 inwoners in januari 2017. De naam ski is afgeleid van een Oudnoors woord voor paardrennen, niet voor skiën. 
Ski fuseerde per 1 januari 2020 met de gemeente Oppegård tot de gemeente Nordre Follo. De stad Ski behield haar naam.
In de omgeving zijn vondsten gedaan die wijzen op bewoners van 9000 v.Chr. Kråkstad en Ski kregen elk een kerk in omstreeks 1150. Kråkstad was lange tijd de belangrijkste plaats, maar Ski groeide in de tweede helft van de 20e eeuw uit tot een drukke voorstad van Oslo, en in 1964 werd Kråkstad bij de gemeente Ski gevoegd. De gunstige verbindingen via spoor en weg maakten Ski tot een forensenplaats voor Oslo. Het Ski Storsenter is een belangrijk winkelcentrum.

## Bezienswaardigheden
- Kerk van Kråkstad (Kråkstad kirke), natuurstenen zaalkerk van omstreeks 1150, later diverse malen verbouwd
- Kerk van Ski (Ski kirke), natuurstenen zaalkerk van omstreeks 1150

## Plaatsen in de voormalige gemeente Ski
- Kråkstad
- Langhus
- Siggerud
- Ski
- Skotbu

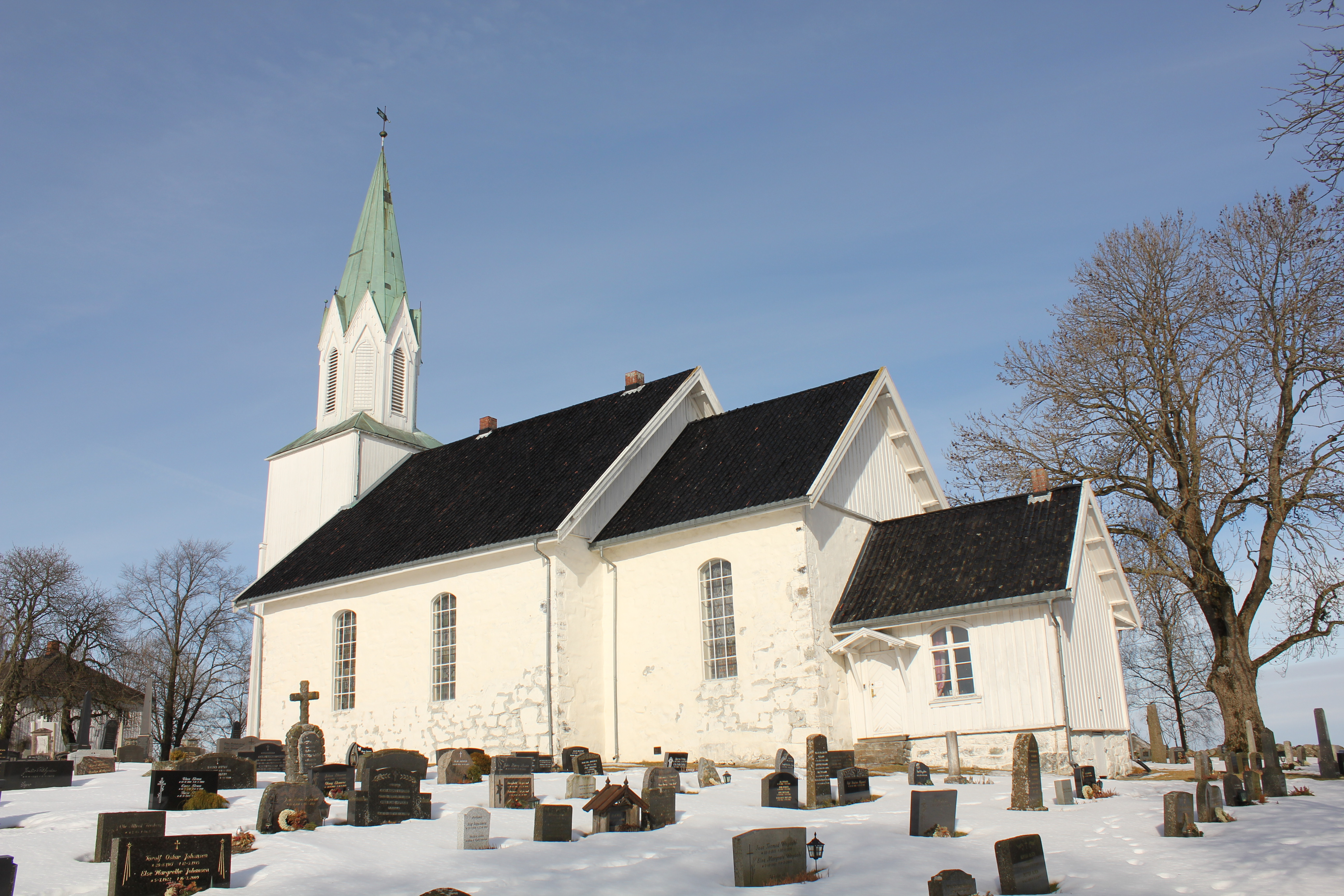
Kråkstad kirke
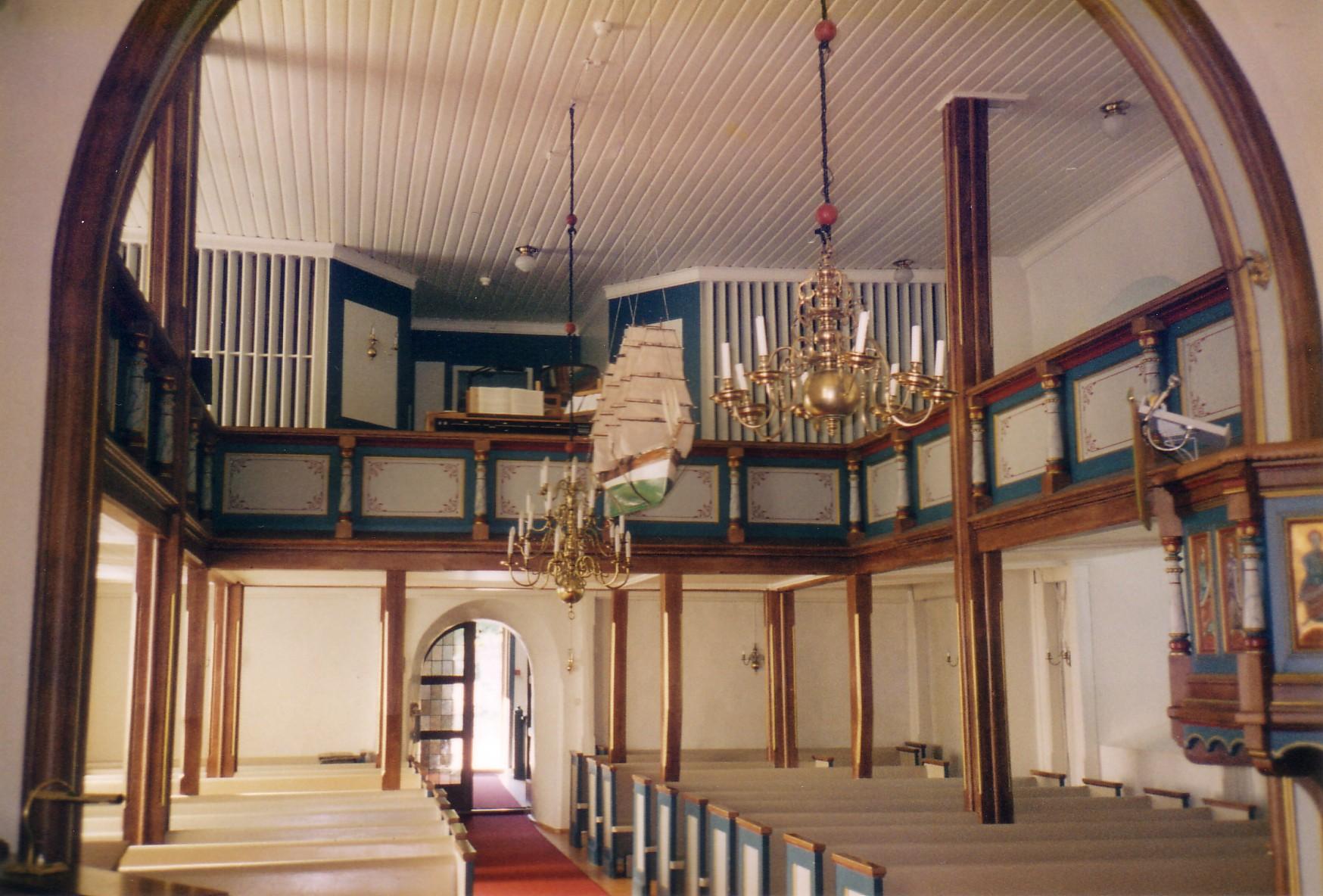
Interieur met orgel en votiefschip
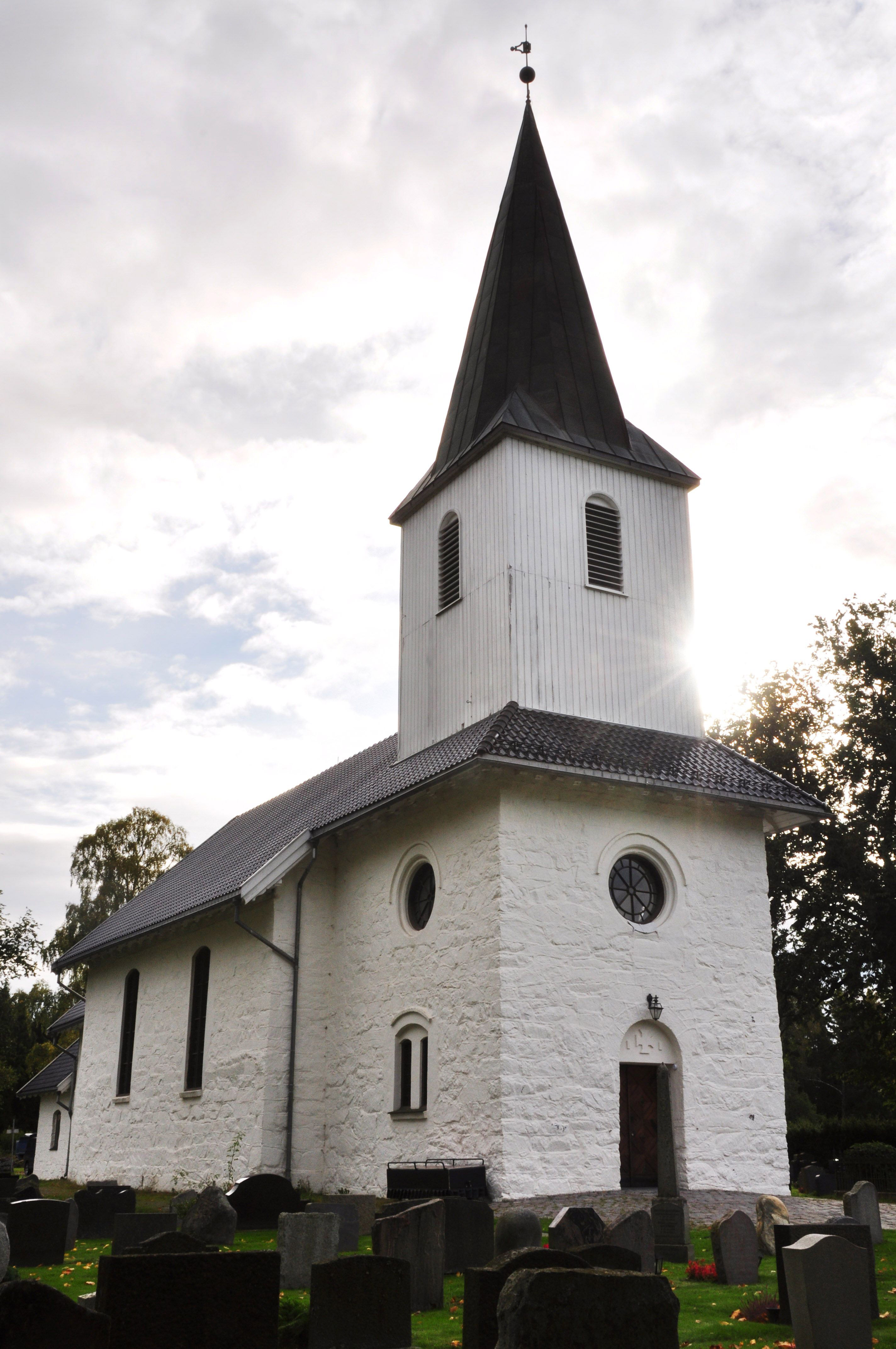
Kerk van Ski
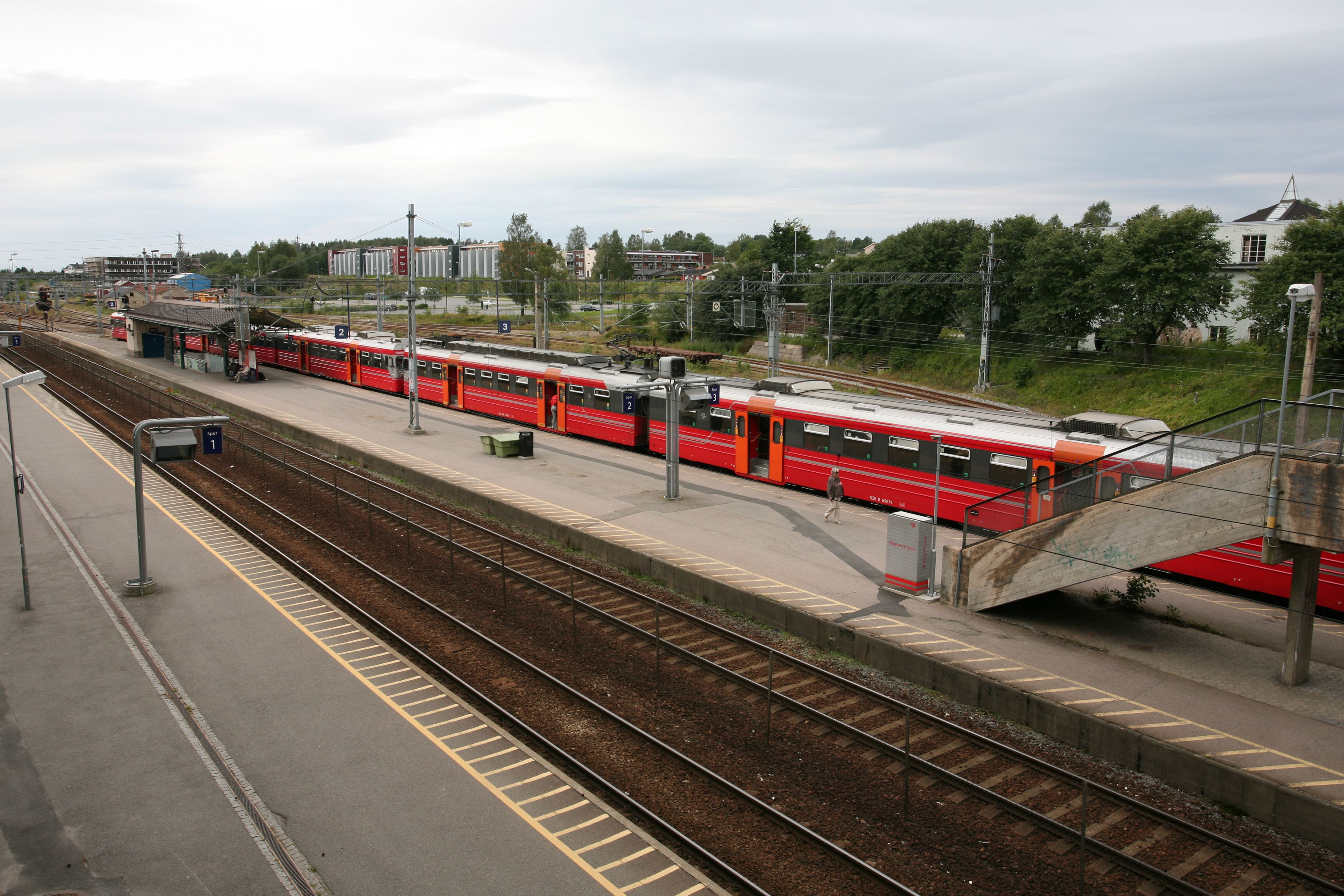
Station van Ski (voor de verbouwing)

## Geboren
- Linn-Kristin Riegelhuth (1 augustus 1984), handbalster

Ås · Asker · Aurskog-Høland · Bærum · Eidsvoll · Enebakk · Frogn · Gjerdrum · Hurdal · Jevnaker · Lillestrøm · Lørenskog · Lunner · Nannestad · Nes · Nesodden · Nittedal · Nordre Follo · Rælingen · Ullensaker · Vestby

Voormalige gemeentes: Fet · Oppegård · Skedsmo · Ski · Sørum